# Willowbrook (Kansas)
Willowbrook es una ciudad ubicada en el condado de Reno, en el estado estadounidense de Kansas. En el año 2010 tenía una población de 87 habitantes y una densidad de 108,75 personas por km².

## Geografía
Willowbrook se encuentra ubicada en las coordenadas 38°05′54″N 97°59′27″O / 38.098443, -97.990942 (38.098443, -97.990942).

## Demografía
Según la Oficina del Censo en 2000 los ingresos medios por hogar en la localidad eran de 166 528 $ y los ingresos medios por familia eran de 166 528 $. Los hombres tenían unos ingresos medios de 100 000 $ frente a los 21 250 $ de las mujeres. La renta per cápita en la localidad era de 118 946 $. El 0% de la población estaba por debajo del umbral de pobreza.